# Arnaud de Lévezou
Arnaud de Lévezou († 30. September 1149), Sohn des Aicfred von Lévezou  und der Arsinde de Millau, war Mitglied einer mächtigen Familie, die im vorhergegangenen Jahrhundert die  Stadt Lévézou (Grafschaft Rouergue) befestigt hatte.
Arnaud war Prior der Abtei von Cassan, seit 1095/6 Bischof von Béziers, ab dem 16. April 1121 als Nachfolger seines Onkels Richard de Milhau Erzbischof von Narbonne und päpstlicher Legat.  Während der Minderjährigkeit der Gräfin Ermengarde von Narbonne ab 1134 unterstützte er die Regentschaft Alfons I. von Toulouse. Er machte ihn zum Statthalter von Narbonne, das dieser mit seiner Unterstützung 1139 eingenommen hatte.